# Pietro Carloni
Pietro Carloni (Taurisano, 28 ottobre 1896 – Roma, 3 agosto 1968) è stato un attore italiano.

## Biografia
Carloni nacque a Taurisano, in provincia di Lecce, in una numerosa famiglia di modesti teatranti trapiantatasi nella città di Napoli. Proprio nel capoluogo campano, infatti, il Carloni crebbe e mosse i suoi primi passi artistici. Negli anni venti fu scritturato nella compagnia di Francesco Corbinici, un noto capocomico napoletano dell'epoca, nella quale conobbe quella che sarebbe stata la compagna della sua vita, l'attrice Titina De Filippo, con la quale si unì in matrimonio nel 1922 e dalla quale ebbe l'unico figlio Augusto (1923-1997). Il loro fu un connubio anche artistico, che li vide insieme anche sulle scene, lavorando con la compagnia "Cafiero-Fumo", con Nino Taranto, ma soprattutto con i fratelli di Titina, Eduardo e Peppino. I fratelli Ester, Maria, Ettore e Adelina (o Adele) erano anch'essi attori e proprio quest'ultima si sposò con Peppino De Filippo.
Carloni divenne così di fatto un attore stabile della compagnia del teatro umoristico dei fratelli De Filippo. Quando la compagnia si sciolse nel 1944, continuò a lavorare saltuariamente con i cognati dedicandosi anche ad altri ruoli minori per il cinema. Quando Titina si ammalò e anche dopo la sua morte, Pietro continuò la sua attività con Eduardo e girò anche alcuni film con Totò. Morì nel 1968 nella sua dimora romana. Riposa accanto alla moglie nella tomba di famiglia del cimitero di Manziana.

## Filmografia

Pietro Carloni (a sinistra) con Totò e Aldo Giuffré in Totò contro il pirata nero (1964)

- Assunta Spina, regia di Mario Mattoli (1948)
- La macchina ammazzacattivi, regia di Roberto Rossellini (1948)
- Napoli milionaria, regia di Eduardo De Filippo (1950)
- Il Brigante Musolino, regia di Mario Camerini (1950)
- Filumena Marturano, regia di Eduardo De Filippo (1951)
- Guardie e ladri, regia di Steno e Monicelli (1951)
- Totò e i re di Roma, regia di Steno e Monicelli (1951)
- Cani e gatti, regia di Leonardo De Mitri (1952)
- 5 poveri in automobile, regia di Mario Mattoli (1952)
- Martin Toccaferro, regia di Leonardo De Mitri (1952)
- I morti non pagano tasse, regia di Sergio Grieco (1952)
- Non è vero ma ci credo, regia di Sergio Grieco (1952)
- Dov'è la libertà...?, regia di Roberto Rossellini (1953)
- Piovuto dal cielo, regia di Leonardo De Mitri (1953)
- Accadde al commissariato, regia di Giorgio Simonelli (1954)
- Peccato che sia una canaglia, regia di Alessandro Blasetti (1954)
- Da qui all'eredità, regia di Riccardo Freda (1955)
- Un eroe dei nostri tempi, regia di Mario Monicelli (1955)
- I due compari, regia di Carlo Borghesio (1955)
- Accadde al penitenziario, regia di Giorgio Bianchi (1955)
- Susanna tutta panna, regia di Steno (1957)
- Carmela è una bambola, regia di Gianni Puccini (1958)
- Sogno di una notte di mezza sbornia , regia di Eduardo De Filippo (1959)
- I 4 monaci, regia di Carlo Ludovico Bragaglia (1962)
- Lo smemorato di Collegno, regia di Sergio Corbucci (1962)
- Totò e Cleopatra, regia di Fernando Cerchio (1963)
- Totò contro i quattro, regia di Steno (1963)
- Bianco, rosso, giallo, rosa, regia di Massimo Mida (1964)
- Totò contro il pirata nero, regia di Fernando Cerchio (1964)
- C'era una volta, regia di Francesco Rosi (1967)

## Prosa radiofonica Rai
- Ventiquattrore di un uomo qualunque di Ernesto Grassi, regia di Peppino De Filippo, trasmessa il 3 ottobre 1955.
- Le voci di dentro di Eduardo De Filippo, regia di Eduardo, trasmessa il 23 luglio 1959.
- Natale in casa Cupiello di Eduardo De Filippo, regia di Eduardo, trasmessa il 17 novembre 1959.